# Prolétaires pour le communisme
Prolétaires pour le communisme (PPLC) était un groupe autonome fondé en 1986 à Paris par Guy Dardel.

## Histoire et organisation
Créé en 1985 à la suite de l'échec de l’Autonomie ouvrière parisienne, PPLC articulait ses activités politiques autour de trois axes,. 
Le front travail abordait les problématiques des nouveaux emplois précaires avec l’apparition des TUC, les travaux d’utilité collective. 
Le front logement, sous le nom du Comité des Mal Logés (CML), organisait des réquisitions d’appartements et bâtiments HLM pour interpeller les pouvoirs publics face aux problèmes de logement des travailleurs.
Enfin, le front prison abordait la question carcérale sous le nom de Parloir Libre (émission de radio) et APAD (Association des parents et amis de détenus). Le support radiophonique de ce dernier groupe de travail répondait à une double nécessité : celle de continuer à soutenir les militants autonomes dans un contexte d’incarcérations massives (Brochier, 2000 : 194) tout en menant un travail plus large de réflexion et d’organisation pour l’abolition du système carcéral.
Fort d'une trentaine de militants, Prolétaires Pour Le Communisme cofonde le Comité des Mal-Logés, implanté dans les quartiers Nord-Est de la capitale, puis s'en sépare pour épauler la création d'une association concurrente plus aux ordres des futures composantes de la gauche plurielle.

## Dissolution
En 1991, PPLC se dissout et trois de ses membres dissidents fonderont « Groupe de Prolétaires Vers le Communisme » (GPVC) avec une dizaine de membres du comité des mal-logés.
Dans sa brochure sur le Comité des Mal-Logés, GPVC se montre très critique à l'égard de la République Populaire de Chine de l'époque de Mao Zedong, que GPVC considère comme un État capitaliste. GPVC écrit ainsi à propos de la Chine et de l'URSS :
« Dans ces pays les prolétaires n'ont jamais cessé d'être exploités quelles que soient les transformations, ces dernières sont restées dans le cadre d'une économie capitaliste. Il y a donc une tromperie à appeler communistes des pays qui ne l'ont jamais été et qui ont choisi bon an mal an le capitalisme d’État comme mode de développement. En tous cas, même au lendemain des révolutions, l'exploitation a subsisté et ces sociétés ne peuvent donc représenter une alternative à l'exploitation. Si des révolutionnaires communistes ont pris le pouvoir, on le voit aujourd'hui, cela n'a pas suffi à libérer les populations et eux-mêmes de l'exploitation. Face à ces nombreuses difficultés ceux-ci sont devenus les gestionnaires des sociétés capitalistes en développement. Les répressions qu'ont subies et que subissent encore les populations de ces pays sont liées au développement de l'économie capitaliste dans ces pays avec la constitution d'une classe bourgeoise qui à travers le Parti/État affirme son pouvoir. »